# تيموتي كوغنات
تيموتي كوغنات (مواليد 25 يناير 1998) هو لاعب كرة قدم فرنسي يلعب في مركز خط الوسط في نادي سيرفيت.

## وصلات خارجية
- تيموتي كوغنات على موقع الاتحاد الأوربي (الإنجليزية)
- تيموتي كوغنات على موقع رابطة كرة القدم الفرنسية للمحترفين (الإنجليزية)
- تيموتي كوغنات على موقع قاعدة بيانات كرة القدم.إي يو (الإنجليزية)
- تيموتي كوغنات على موقع Soccerbase.com (لاعب) (الإنجليزية)
- تيموتي كوغنات على موقع Soccerway.com (الإنجليزية)
- تيموتي كوغنات على موقع عالم كرة القدم.نت (الإنجليزية)